# Nyctocalos brunfelsiiflorum
Nyctocalos brunfelsiiflorum là một loài thực vật có hoa trong họ Chùm ớt. Loài này được Teijsm. & Binn. mô tả khoa học đầu tiên năm 1862.